# Pfarrkirche Waisach

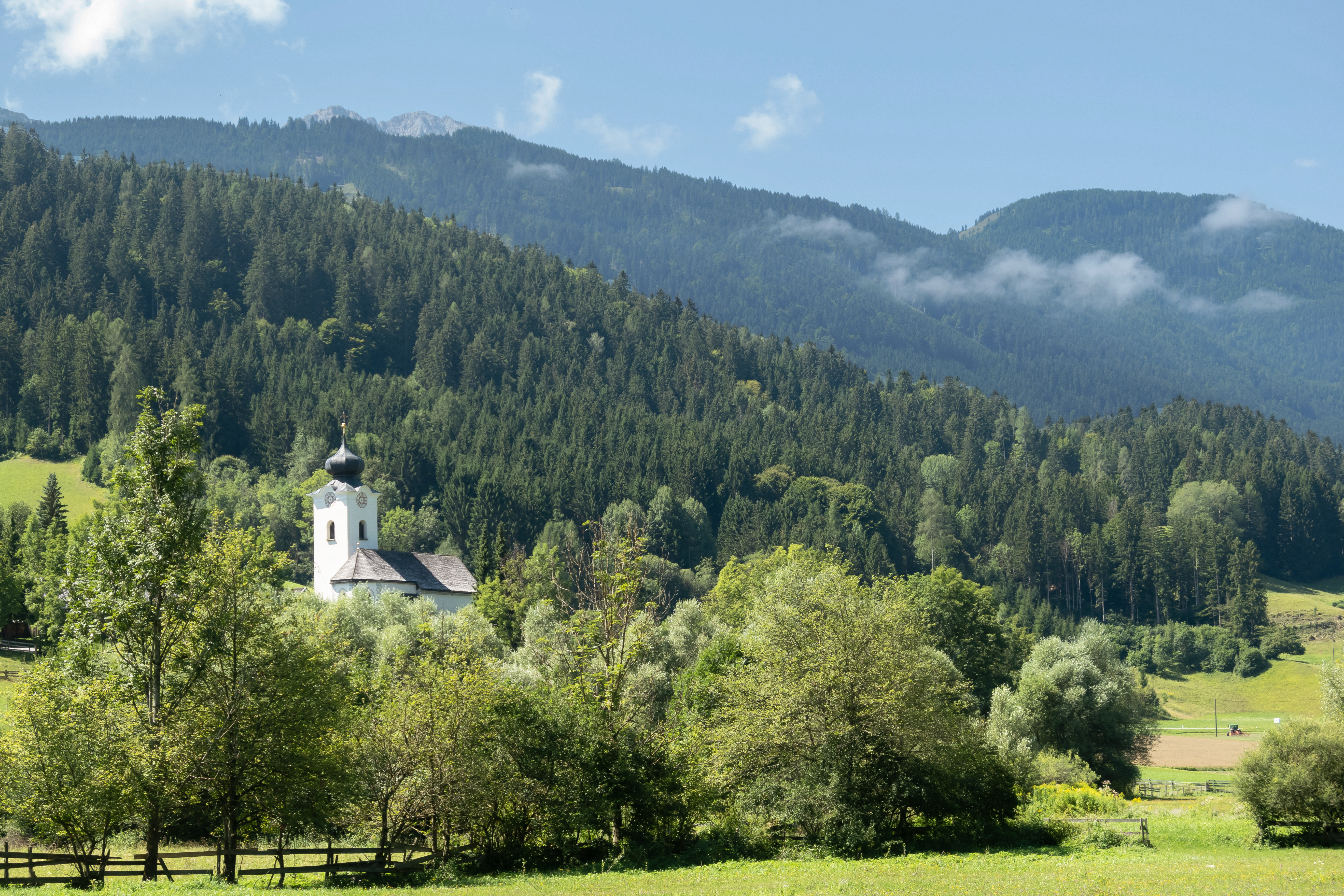
Katholische Pfarrkirche hl. Nikolaus in Waisach

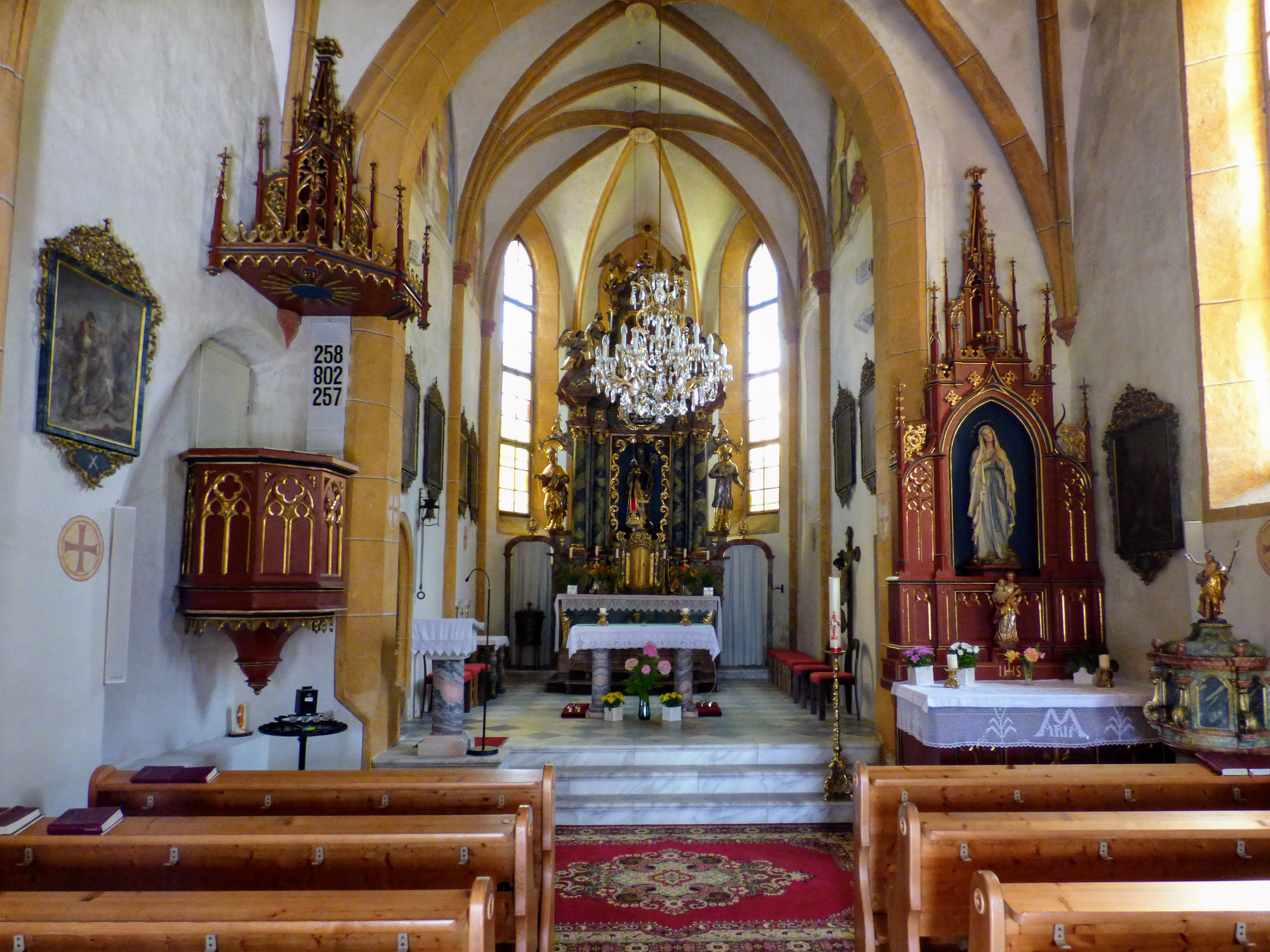
Langhaus, Blick zum Chor

Die römisch-katholische Pfarrkirche Waisach steht im Straßendorf Waisach der Marktgemeinde Greifenburg im Bezirk Spittal an der Drau in Kärnten. Die dem Patrozinium des hl. Nikolaus von Myra unterstellte Pfarrkirche gehört zum Dekanat Greifenburg in der Diözese Gurk-Klagenfurt. Die Kirche und der ehemalige Friedhof stehen unter Denkmalschutz (Listeneintrag).

## Geschichte
Urkundlich wurde 1423 eine Kirche genannt. Die gotische Kirche entstand in der ersten Hälfte des 15. Jahrhunderts. Bei einer Restaurierung wurde die barocke Architekturpolychromie wiederhergestellt.

## Architektur
Der kleine Kirchenbau hat einen eingezogenen Chor mit einem Fünfachtelschluss, der massive Turm in der südlichen Chorecke trägt einen barocken Zwiebelhelm, in der nördlichen Chorecke steht ein Sakristeianbau. Die äußere Südwand des Chores zeigt eine überlebensgroße Darstellung des hl. Christophorus um 1500.
Das Kircheninnere zeigt ein dreijochiges Langhaus mit einem Netzrippengewölbe auf halbrunden Vorlagen. Die hölzerne Empore mit einem vorschwingenden Mittelteil wurde im 18. Jahrhundert eingebaut. Der abgefaste Triumphbogen ist spitzbogig. Der einjochige Chor hat ein Kreuzrippengewölbe auf halbrunden Wandvorlagen mit Kapitellen. Die runden und quadratischen sowie bemalten Schlusssteine im Langhaus und Chor zeigen halbfigurig Maria mit Kind und die Heiligen Johannes Evangelist, Barbara, Katharina und Nikolaus. Das Sakristeiportal mit einem spitzbogigen profilierten Rahmen hat eine eiserne Tür.
1988 wurden Fresken aufgedeckt, sie zeigen an der Nord- und Südwand des Chores barocke Darstellungen der Kirchenväter, im Langhaus an der Nordseite die vier Evangelisten und darunter Medaillons mit der Leidensgeschichte von Christus, im Langhaus an der Südseite eine barocke Anna Selbdritt mit Josef.

## Einrichtung
Der Hochaltar aus 1713 trägt eine Schnitzstatue des hl. Nikolaus um 1500 und seitlich Statuen der Heiligen Valentin und Ulrich, das Aufsatzbild zeigt Mariä Krönung. Den rechten Seitenaltar und die Kanzel schuf neugotisch Alois Valentin 1906.
Der Taufstein mit 1520 trägt einen barocken Aufsatz aus dem zweiten Viertel des 18. Jahrhunderts. Der Kreuzweg entstand im zweiten Viertel des 18. Jahrhunderts.
Die Orgel entstand um 1850/1860 und wurde 1997 restauriert.